# Ida Östensson

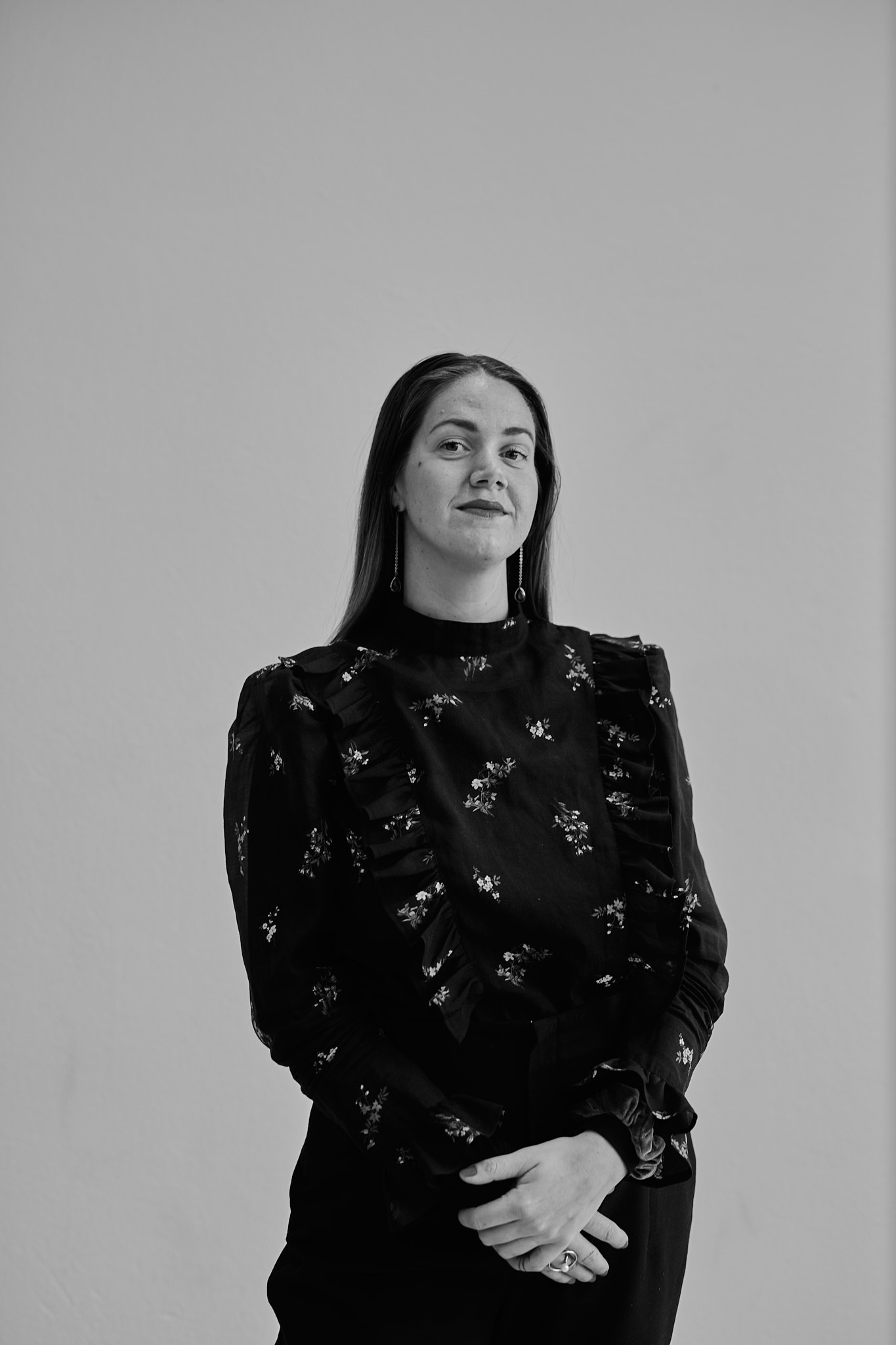
Ida Östensson 2022.

Ida Anna Sofi Östensson, född 11 juni 1985 i Holmsund, Umeå kommun, Västerbottens län, är en svensk opinionsbildare, feminist och föreläsare i jämlikhetsfrågor. Sedan 2023 arbetar hon som generalsekreterare för organisationen ChildX (tidigare Child10).

## Biografi
Östensson började sitt arbete i skateboardscenen där hon 2006 startade den lokala föreningen You Skate Girl och 2007 startade hon, tillsammans med andra, den nationella föreningen No Limit skate. Hon var medförfattare till boken Skateboard inte bara för tjejer 2010. Östensson var även med och startade Sveriges Skateboardförbund 2012.
2010 grundade hon stiftelsen Make Equal som jobbar med lösningsfokuserat jämlikhetsarbete. 2013 var hon medgrundare till FATTA-rörelsen som kämpar mot sexuellt våld och för samtycke i praktik och lagstiftning. Sommaren 2016 startade Östensson, inom ramarna för Make Equal, killmiddag.se för att engagera killar i kampen mot sexuellt våld. 2017 lanserade Make Equal projektet Skärpning som jobbar mot näthat och för ett inkluderande nätklimat där Östensson är en av frontfigurerna.
Östensson ligger även bakom uppmärksammade PR-kampanjer som Twitterklänning, Twee-q, #skitikön, #inteerkvinna och #ochjagprotesterade.
Östensson uttalar sig ofta i frågor om jämställdhet, näthat, sexuellt våld, och machokultur samt skrev krönikor i ETC 2017 och gästar ibland på andra tidskrifter som gästskribent. Östensson gav, tillsammans med författaren Thor Rutgersson, ut boken, podden, e-boken och ljudboken "Allt vi inte pratar om" under våren 2018 som en uppmaning till killar och män att bidra till en samtyckeskultur genom att prata med varandra. Boken hamnade etta på Adlibris pockettoppen och har uppmärksammats i bland annat Malou efter tio, Gokväll och Sydsvenskan.
Under 2023 fick boken Allt vi inte ser: så påverkas du av det osynliga arbetet - hemma och på jobbet, som Östensson skrivit tillsammans med Thor Rutgersson stor uppmärksamhet i media och ledde till diskussion om hur män kan ta större ansvar för att skapa jämställda relationer både i hemmet och på arbetsplatsen.

## Utmärkelser
- Norrmejerierstipendiet 2013.[28]
- Årets Bra-pristagare av Fredrika Bremer förbundet 2014.[29]
- Årets folkbildare 2016 av Studieförbundet Vuxenskolan.[30]
- Unga Kris-priset 2016.[31]
- Bris-priset 2017.[32]
- Hetast i Almedalen 2017.[33]
- Coolast i Almedalen 2017.[34]
- SSU:s 22-juli utmärkelse 2017.[35]
- Årets superkommunikatör 1:a plats, Tidningen Resumé 2018.[36]
- Svensk socialpolitisk förenings hederspris 2018.[37]
- Ottarpriset 2019, av tidningen Arbetaren för arbetet kring samtycke som ett praktiskt led i sexualbrottsfrågor.[38]
- Fjärilspriset 2025, av KSAN, Kvinnoorganisationernas samarbetsråd i alkohol- och narkotikafrågor.[39]